# Liste des rois de Majorque
Cette page liste les souverains du Royaume de Majorque.

## Roi d'Aragon de la Maison de Barcelone
- 1229 - 1276 : Jacques Ier le Conquérant, également roi d'Aragon et de Valence, comte de Barcelone et seigneur de Montpellier.
- 1236 - 1255 : Pierre de Portugal, seigneur des Îles Baléares

## Rois de Majorque de la Maison de Barcelone
- 1276 - 1311 : Jacques II, également comte de Roussillon et de Cerdagne et seigneur de Montpellier
- 1311 - 1324 : Sanche Ier, également comte de Roussillon et de Cerdagne et seigneur de Montpellier qui initia le chantier de la Cathédrale Saint-Jean-Baptiste de Perpignan
- 1324 - 1349 : Jacques III, dernier roi indépendant de Majorque, également comte de Roussillon et de Cerdagne et seigneur de Montpellier, neveu du roi Sanche et fils de l'infant Ferdinand de Majorque, prince de Morée en Grèce

## Rois d'Aragon de la Maison de Barcelone
- 1344 - 1387 : Pierre Ier le Cérémonieux, également roi d'Aragon (sous le nom de Pierre IV), de Valence (sous le nom de Pierre II) et de Sardaigne (sous le nom de Pierre Ier), comte de Barcelone (sous le nom de Pierre III)
- 1387 - 1396 : Jean Ier, également roi d'Aragon, de Valence et de Sardaigne, et comte de Barcelone
- 1396 - 1410 : Martin Ier l'Humain, également roi d'Aragon, de Valence, de Sardaigne et de Sicile (sous le nom de Martin II), et comte de Barcelone

## Rois d'Aragon de la Maison de Trastamare
- 1412 - 1416 : Ferdinand Ier, également roi d'Aragon, de Valence, de Sardaigne et de Sicile, et comte de Barcelone
- 1416 - 1458 : Alphonse Ier, également roi d'Aragon (sous le nom d'Alphonse V), de Valence (sous le nom d'Alphonse III), de Sardaigne (sous le nom d'Alphonse II), de Sicile (sous le nom d'Alphonse Ier) et des Deux-Siciles (sous le nom d'Alphonse Ier) et comte de Barcelone (sous le nom d'Alphonse IV)
- 1458 - 1479 : Jean II, également roi d'Aragon, de Valence, de Sardaigne et de Sicile (sous le nom de Jean II), et comte de Barcelone
- 1479 - 1516 : Ferdinand II, également roi d'Aragon, de Valence, de Sardaigne et de Sicile et des Deux-Siciles (sous le nom de Ferdinand Ier), et comte de Barcelone